# Кога, Вакана
Вакана Кога (род. 28 июня 2001) — японская дзюдоистка, серебряный призёр чемпионата мира 2021 года в весовой категории до 48 кг, чемпионка Азии 2022 года.

## Биография
В 2019 году японская дзюдоистка Вакана Кога стала чемпионкой Японии и чемпионом мира среди юниоров. В начале 2020 года на Большом шлеме в Париже она заняла второе место после украинки Дарьи Билодед.
После перерыва в соревнованиях из-за пандемии Covid-19 японская спортсменка финишировала второй после Нацуми Цунода на чемпионате Японии 2021 года.
На чемпионате мира 2021 года, который проходил в Венгрии в Будапеште, в июне, Вакана Кога завоевала серебряную медаль, уступила в финале своей соотечественнице Нацуми Цунода.
В мае 2023 года, в столице Катаре, на чемпионате мира, японская дзюдоистка в весовой категории до 48 кг стал бронзовым призёром, в поединке за третье место победив французскую спортсменку Бландин Понт.
В июне 2025 года на чемпионате мира в Будапеште в весовой категории до 48 кг завоевала бронзовую медаль. В схватке за третье место одолела соперницу из Франции Ширин Букли.